# Pijnstillers (boek)
Pijnstillers is een kinderboek van de Nederlandse schrijfster Carry Slee. Het boek verscheen in 1997. 

## Verhaal
Het boek gaat over Casper, een jongen die zijn moeder dreigt te verliezen. Hij woont alleen met zijn moeder. Zijn vader heeft hij nooit gekend, hij is namelijk thuis weggegaan toen Casper nog een kind was. Op zeker moment in zijn leven vinden ingrijpende veranderingen plaats. Bij Caspers moeder wordt kanker vastgesteld. Casper gaat op zoek naar zijn vader, en komt hem op het spoor.

## Bekroningen
Het boek werd bekroond met de Prijs van de Nederlandse Kinderjury in 1998, en een jaar later won het de Prijs van de Jonge Jury en De Kleine Cervantes.